# Przywóz
Przywóz – wieś w Polsce położona w województwie łódzkim, w powiecie wieluńskim, w gminie Wierzchlas.
Wieś letniskowa nad Wartą, położona 12 km w kierunku pd.-wsch. od Wielunia. Wieś podstawowa (ponad 72 zagrody) rozczłonkowana na: Przywóz Górny w sąsiedztwie cmentarza w Mierzycach, Przywóz Dolny na lewym brzegu Warty i przysiółek Ogroble na prawym brzegu rzeki. Poza tym: Wieszagi, Nad Tartakiem i Drabki. W 1458 r. stanowiła własność Wiktora z Mierzyc.
W latach 1954-1958 wieś była siedzibą gromady Przywóz, po jej zniesieniu w gromadzie Mierzyce. W latach 1975–1998 miejscowość położona była w województwie sieradzkim.

## Kurhany w Przywozie
W okolicy Przywoza znajdują się kurhany książęce kultury przeworskiej z przełomu II/III w. n.e. Są usytuowane ok. 100 m od rzeki Warty. Trafić do nich można idąc za znakami łącznikowego szlaku turystycznego koloru czarnego, wiodącego od Bieńca Małego przez Molendę do Przywoza. Badania przeprowadzone w l. 1964-74 pod kierunkiem prof. Konrada Jażdżewskiego i Stanisława Madejskiego z Łodzi doprowadziły do zbadania dwóch kurhanów zawierających szczątki przedstawicieli miejscowej ludności. W literaturze fachowej groby z Przywoza noszą nazwę „książęcych” – co oznacza iż były to pochówki wykonane ze specjalną dbałością, w formie i bogactwie wyposażenia wyraźnie odróżniające się od typowych dla kultury przeworskiej jamowych grobów ciałopalnych. Są one świadectwem szczególnego miejsca w społeczności osób, które pochowano pod kurhanami, choć dziś nie możemy określić czy były to groby lokalnych władców plemiennych, kapłanów czy innych ważnych dla społeczności ludzi. Obok kurhanu I wmurowano kamienną tablicę objaśniającą. W pobliżu kurhanów odkryto również osadę kultury przeworskiej. Na terenie osady odkopano ślady budynków mieszkalnych, liczne naczynia ceramiczne lepione ręcznie i toczone na kole. Znaleziono też srebrny denar Faustyny Starszej, żony cesarza Antonina Piusa. W 2013 roku pojawiło się na cyfrowej mapie szwedzkich naukowców jako miejsce (osada) związane z Imperium Rzymskim – prawdopodobnie ze względu na pochodzące z inwentarza grobowego importy rzymskiego rękodzieła.